# Magni Smedås
Magni Smedås, född 17 juni 1995, är en norsk längdåkare från Dalsbygda i Os kommun i Innlandet. Hon representerar Lillehammer skiklub och i Ski Classics Team Eksjöhus. Hon har vunnit Marcialonga och Jizerská padesátka. 2023 kom hon på andraplatsen i Tjejvasan efter en spurtstrid med Ida Dahl.
Smedås blev norsk juniormästare i 15 km klassiskt 2014, vann norska cupen i längdskidåkning för juniorer 2013/2014 i damklassen 19-20 år, och på seniornivå kom hon fyra totalt i Norwegian Cross Country Cup 2018/2019.

## Idrottskarriär

### Säsong 2011/2012
Smedås deltog i två FIS-lopp i början av 2012, och kom på plats 34 och plats 81. Hon deltog i junior NM, och kom 12:a där på 5 km fri teknik i K17-klassen, och hon kom 12:a på 7,5 km klassiskt. Hon deltog även i Hedmark lag 2 som kom tia på 4 x 3,75 km stafett.

### Säsong 2013/2014
I säsongsinledningen i Bruksvallarna i Sverige kom hon sexa på 10 km fri teknik i juniorklassen, och hon kom tia i sprinten. Den 3 januari kom hon trea i ett FIS-lopp i Nybygda, efter Tiril Udnes Weng och Lotta Udnes Weng, detta var 7,5 km fri teknik.
I Junior-NM 2014 deltog hon i klassen K19/20. Där vann hon 15 km klassiskt, och hon fick silver i 5 km skridskoåkning, bakom Silje Theodorsen. På stafetten hon gick på Hedmark Ski Circles lag 1 som kom på elfte plats i klassen dam 17–20 år.
Smedås deltog i norska skidmästerskapen 2014 del 1 i Lillehammer, och slogs ut i sprintens kvartsfinal. Hon kom på plats 17 på 15 km skiathlon. Under NM del 2 i Vågå tog hon en bronsmedalj i Norska mästerskapen på skidor 2014, lagsprint, tillsammans med sin mer kända klubbkompis och tremanna Therese Johaug.

### Säsongen 2014/2015
Säsongen 2014–15 blev hon uttagen till juniorlandslaget, men säsongen förstördes av sjukdomar och skador. Hon deltog bara i två lopp i Bruksvallarna under säsongsinledningen i Sverige, där hennes bästa placering var 10 på 5 km fri teknik.

### Säsongen 2015/2016
Säsongen 2015–2016 representerade hon Team Veidekke Innlandet. Hon debuterade i Skandinaviska cupen den här säsongen och slutade på plats 41 totalt med 32 poäng.[11] Under norska cupen i längdskidåkning 2015/16 slutade hon sjua i U23-klassen och 34:a i seniorklassen.
Under skid-NM 2016 del 1 i Tromsø kom hon på plats 16 på 15 km skiathlon, och hon blev femma i U23-klassen. I sprinten i fri teknik slogs hon ut i kvartsfinalen i NM senior, och slutade på plats 13 i U23-klassen. På 10 km klassiskt kom hon på plats 22 i seniorklassen, och hennes tid var nionde i U23-klassen.  NM del 2 hölls i Beitostølen, och Smedås kom dit på plats 36 på 5 km fri teknik och på plats 15 på 30 km fri teknik.

### Säsongen 2016/2017
Smedås tävlade mindre säsongen 2016/2017. Hon deltog i skid-SM 2017 del 1 i Lygna, där hon kom på plats 27 på 10 km klassiskt och plats 37 på 15 km skiathlon. Under NM del 2 i Gålå kom hon på plats 20 i 5 km fritt och på plats 18 i 30 km klassiskt. Hon kom fyra i Storlirennet 2017, som detta år kortades ner från 36 till 24 km.

### Säsongen 2017/2018
Hennes bästa avslutning i Skandinaviska cupen 2017/18 var sjua på 10 km fri i Vuokatti, och hon slutade på plats 34 totalt denna säsong med 74 poäng. [18] Under skid-NM 2018 kom hon på 23:e plats på 10 km fri teknik och plats 24 plats på 15 km skiathlon och under NM del 2 kom hon på plats 13 på tremilen. Hon deltog i två långlopp; hon kom på åttonde plats i Birkebeinerrennet 2018, och andra plats i 32 km långa Haukelirennet 2018, endast slagen av Silje Øyre Slind.

### Säsongen 2018/2019
Hon kom på en nionde plats i det 50 km långa rullskidloppet Kanalrennet 2018. Hon deltog i 2019 års skid-SM del 1 i Meråker, och kom på plats 9 i sprinten och plats 14 på 15 km skiathlon. Den 16 februari 2019 debuterade hon i världscupen och kom på plats 25 i sprinten i Cogne, Italien. Hon slutade på plats 110 totalt i världscupen i längdskidåkning 2018/2019, och hon slutade på plats 74 i sprintcupen. Under NM del 2 i Lygna kom hon på plats 13 på 5 km fri teknik och 30 km klassiskt.